# Powiat skolski
Powiat skolski – powiat województwa stanisławowskiego II Rzeczypospolitej. Jego siedzibą było miasto Skole. W skład powiatu, poza miastem powiatowym, wchodziło 50 gmin wiejskich i 45 obszarów dworskich.
1 października 1929 gminę Kamionka przeniesiono z powiatu dolińskiego do powiatu skolskiego
1 kwietnia 1932 powiat skolski został zniesiony, a jego obszar włączony do powiatu stryjskiego.
Pod względem administracji poborowej powiat skolski podlegał Powiatowej Komendzie Uzupełnień Stryj.

## Gminy
- Annaberg
- Chaszczowanie
- Felizienthal
- Grabowiec Skolski
- Hołowiecko
- Hrebenów
- Hutar
- Jamielnica
- Jelenkowate
- Kalne
- Kamionka[3]
- Karlsdorf
- Klimiec
- Korczyn Rustykalny
- Korczyn Szlachecki
- Korostów
- Koziowa
- Kruszelnica Rustykalna
- Kruszelnica Szlachecka
- Libochora
- Ławoczne
- Międzybrody
- Oporzec
- Orawa
- Orawczyk
- Pławie
- Pobuk
- Podhorodce
- Pohar
- Różanka Niżna
- Różanka Wyżna
- Ryków
- Sławsko
- Smorze Dolne
- Smorze Miasteczko
- Sopot
- Stynawa Niżna
- Stynawa Wyżna
- Synowódzko Niżne
- Synowódzko Wyżne
- Tarnawka
- Truchanów
- Tuchla
- Tucholka
- Tysowiec
- Tyszownica
- Urycz
- Wołosianka
- Wyżłów
- Żupanie

## Obszary dworskie
- Chaszczowanie
- Felizienthal
- Grabowiec Skolski
- Hołowiecko
- Hrebenów
- Hutar
- Jamielnica
- Jelenkowate
- Kalne
- Klimiec
- Korczyn Rustykalny
- Korczyn Szlachecki
- Korostów
- Koziowa
- Kruszelnica Rustykalna
- Kruszelnica Szlachecka
- Libochora
- Ławoczne
- Oporzec
- Orawa
- Pławie
- Pobuk
- Podhorodce
- Pohar
- Różanka Niżna
- Różanka Wyżna
- Ryków
- Skole
- Sławsko
- Smorze Dolne
- Smorze Miasteczko
- Sopot
- Stynawa Niżna
- Synowódzko Niżne
- Synowódzko Wyżne
- Tarnawka
- Truchanów
- Tuchla
- Tucholka
- Tysowiec
- Tyszownica
- Urycz
- Wołosianka
- Wyżłów
- Żupanie

## Starosta
- Karol Mahr[4]